# Харкинс, Уильям Дрэпер
Уильям Дрэпер Харкинс (28 декабря 1873 — 7 марта 1951) — американский учёный в области физической химии, изучавший химию поверхности, а также один из первых, кто начал изучать строение ядра и атома, разделение изотопов. Прославился не только за вклад в фундаментальную и прикладную науку, но и за ряд промышленных нововведений.

## Биография
Харкинс родился 28 декабря 1873 года в Тутсвилле, штат Пенсильвания. Его родителями были Нельсон Гудрич Харкинс и Сара Элиза (Дрэпер) Харкинс.
В 1892 году Харкинс изучал греческий язык в филиале Южно-Калифорнийского университета в Эскондидо, Сан-Диего, штат Калифорния, но через год был вынужден сменить специальность и выбрал общее искусство.
Затем Харкинс решил продолжить обучение и в 1896 году поступил в Стэнфордский университет, где получил степень бакалавра прикладной химии в 1900 году. Во время учёбы он начал работать в университете лаборантом, а впоследствии стал преподавателем химии. 
Позднее Харкинс получил должность главы химического факультета в Монтанском университете в Мизуле, и оставался на этой должности в течение 20 лет, однако значительное количество времени работал в других университетах: Чикагском в 1901 и 1904 годах и Стэнфордском в 1905-1906 годах, в котором впоследствии получил степень Ph.D. 
В 1909 году Харкинс занимался исследованиями, связанными с химией поверхности, в Германии. Также в 1909-1910 годах учёный занимал должность научного сотрудника в Массачусетском технологическом институте, где занимался исследованиями по растворимости. 
В возрасте 39 лет он уехал из Миссулы, когда получил назначение в Чикагский университет, где он продолжил исследовательскую работу в течение оставшихся 39 лет его жизни. 

## Научная деятельность
Вклад Харкинса в фундаментальную науку покрывал широкий спектр разделов физической химии.

### Химия поверхности
В 1909 году учёный поехал в Германию, где Фриц Габер предложил ему тему, связанную с исследованием химии поверхности. Харкинс, У. Г. Харди и Ирвинг Ленгмюр независимо друг от друга предложили теорию ориентации молекул на поверхности. В 1913—1914 годах Харкинс читал первые лекции по этой тематике в Чикаго. Последующие 40 лет учёный занимался исследованием ориентации молекул на поверхности, опубликовал 115 статей.
На последнем году жизни Харкинс закончил книгу «Physical Chemistry of Surface Films», которую опубликовали позднее, в 1952 году. 
После завершения экспериментальной работы в Германии Харкинс вернулся в Америку с целью изучать химию растворов и растворимость вместе с обладателями медалей Гиббса А. А. Нойсом и Г. Н. Льюисом.

### Химия растворов и растворимость
Главным правилом растворимости он называл известную фразу «подобное растворяется в подобном» («similia similibus solvuntur» или «like dissolves like»). В книге он уделяет большое внимание поверхностно-активным веществам, объясняя принципы их действия на примере бутановой кислоты, отмечая, что один конец молекулы ведет себя как масло, а другой — как вода, и рассказывает о том, как молекулы органической кислоты располагаются на границе раздела вода-масло.
Также в поздних работах Харкинс описывает свои исследования коллоидных систем, таких как эмульсии и мицеллярные растворы. Он также изучал адсорбцию, поверхности твердых тел и их взаимодействие с жидкостями.

### Строение атома и разделение изотопов
В 1913 году Харкинс приступил к изучению известных теорий об электронном строении молекул и атомов. В 1915 году Харкинс и его коллега Е. Д. Уилсон высказали предположение, что взаимные превращения водорода и гелия являются источником энергии солнца и других звезд. Также Харкинс был первым, кто связал распространенность химических элементов с их атомным весом и распространенность химический элементов и изотопов с их стабильностью.
После теоретических обоснований Э. Резерфордом ядерного строения атома и до экспериментальных доказательств существования свободных нейтронов Дж. Чедвиком в 1932 году считалось, что ядра состоят из протонов и электронов. Харкинс отметил, что сходные распространенности и, следовательно, стабильности, чаще наблюдаются для атомов элементов, содержащих четное число протонов и электронов. Также для ученого было очевидно, что многие легкие химические элементы (например, 12C, 16O, 20Ne) можно представить состоящими из α-частиц (тогда считалось, что α-частица состоит из четырёх протонов и двух электронов — p4e2). По аналогии, он считал, что такие химические элементы, как 19F и 23Na могут быть построены из α-частиц и гипотетической частицы p3e2. Харкинс упоминал, но не подчеркивал возможность свободного существования этих и других частиц. Также Харкинс утверждал, что уже известные частицы p3e2 и p2e1 являются изотопами водорода — тритием и дейтерием. По результатам этой работы Харкинс создал «новую периодическую таблицу», куда для каждого атома было добавлено так называемое «изотопное число», которое впоследствии стали называть числом нейтронов.
Вскоре после того, как Э. Лоуренс изобрел циклотрон, Харкинс вместе со своими студентами построил его в университете Чикаго в 1935—1936 гг. Впоследствии этот прибор активно использовался, в основном, Энрико Ферми, изучавшим диффузию нейтронов, а после этого для нужд Манхэттенского проекта в Чикаго во время войны.
До Харкинса частичное разделение изотопов на примере неона осуществил лишь Ф. У. Астон, используя метод диффузии. Харкинс со своими учениками разделил изотопы хлора, осуществляя диффузию хлороводорода через керамические трубки. Впоследствии учёный провел работу по разделению изотопов ртути.

### Прикладные отрасли
Харкинс внес значительный вклад не только в развитие фундаментальной науки, но и в прикладные отрасли.
- 1916—1928 — член комиссии по вентиляции Чикаго
- 1920—1922 — химик-консультант в шахтовом комитете США
- 1924—1927 — инженер-консультант в военно-воздушных силах США
- С 1927 — химик-консультант в службе химической защиты
- С 1929 — химик-консультант в компании по производству стекла Libby-Owens-Ford
- 1930—1951 — в компании Universal Oil Products
- 1930—1941 — в компании United States Rubber Company
- 1941—1945 — член исследовательского комитета Национальной безопасности

### Научно-организационная работа
Харкинс принимал активное участие в делах Американского химического общества:
- 1915—1916 — председатель Чикагской секции Американского химического общества
- 1919—1920 — председатель отделения физической и неорганической химии
- С 1921 — член Национальной академии наук США
- С 1925 — член Американского философского общества, вице-президент Американской ассоциации содействия развитию науки
- 1939—1951 — редактор отделений физической и общей химии в журнале Chemical Abstracts

## Преподавательская деятельность
Харкинс впервые начал преподавать в Стэнфордском университете после его окончания, в дальнейшем развивался как преподаватель — читал лекции в нескольких университетах:
- 1912—1914 — доцент общей химии в университете Чикаго
- 1913—1914 — читал первые лекции по теории ориентации молекул на поверхности университете Чикаго
- С 1914 — профессор физической химии в университете Чикаго
- 1916—1917 — читал лекции в институте Меллона
- 1918—1919 — читал лекции в университете Иллинойса
- 1939 — ушел в отставку как преподаватель, но продолжил исследования с прежней силой, вплоть до самой смерти в 1951.

## Основные труды
Четыре первые научные работы Харкинса были опубликованы в 1907—1910 и были посвящены отравлению животных мышьяком от промышленных выбросов в атмосферу и сходным проблемам.
Наиболее обширными исследованиями ученого были работы по химии поверхности (115 статей) и строению ядра и атома, разделению изотопов (около 80 статей). Харкинс был одним из трех ученых (с У.Дж. Харди и Ирвингом Лэнгмюром), которые независимо друг от друга предложили теорию ориентации молекул на поверхности.
В 1952 году была опубликована его книга «Physical Chemistry of Surface Films». 

## Общественная деятельность
Во время проживания в Миссуле Харкинс принимал большое участие в общественной жизни города и штата:
- 1902—1910 — исследовательская работа для Ассоциации фермеров Анаконды
- 1904 — исследовательская работа для медной компании Монтаны в Калифорнии
- 1906—1912 — глава городского отдела здравоохранения
- 1910—1912 — исследовательская работа для министерства юстиции США
- 1911 — исследования для Института Карнеги в Вашингтоне.

## Награды
28 мая 1928 — получил  золотую медаль Уилларда Гиббса от Американского химического общества за работы по химии поверхности, строению ядер и изотопам.

## Семья
9 июня 1904 года Харкинс женился на Анне Луизе Хэтэуэй, которая была главой департамента в университете Монтаны и аспиранткой университета Чикаго.
У них с женой было двое детей: Генри Нельсон Харкинс и Эллис Мэриан Харкинс.
Генри родился в Миссуле в 1905, получил степени бакалавра и магистра в физической химии, степени Ph.D. (1928) и M.D. (1931) в области медицинских наук. Его магистерская работа была связана с изучением поверхностного натяжения сыворотки крови и была выполнена под руководством отца в 1926.
Мэриан Харкинс достигла успеха в качестве концертной певицы.

## Интересные факты
- В годы детства Харкинса Пенсильвания была сердцем развивающейся нефтедобывающей промышленности в США. В возрасте 7 лет он вложил своё «состояние» в 12$ в нефтяную скважину, которую его отец пробурил в Брэдфорде, штат Пенсильвания, его вклад приумножился в несколько раз. К счастью для науки, его прибыль была недостаточно велика, чтобы привлечь его в нефтяной бизнес.[1]
- В молодости Харкинс увлекался скалолазанием, был активным участником горных походов.[1]